# Tetramorium sigillum
Tetramorium sigillum är en myrart som beskrevs av Bolton 1980. Tetramorium sigillum ingår i släktet Tetramorium och familjen myror. Inga underarter finns listade i Catalogue of Life.